# Villa Noailles
Villa Noailles är en modernistisk villa i Hyères i departementet Var i södra Frankrike. Den ritades på uppdrag av vicomteparet Charles (1891-1981) och Marie-Laure de Noailles (1902-70) av den franske arkitekten Robert Mallet-Stevens och byggdes mellan 1923 och 1927. Villan har utvidgats flera gånger och har i dag en yta på 1 800 kvadratmeter.
Trädgården är ritad av den armeniska arkitekten Gabriel Guevrekian.

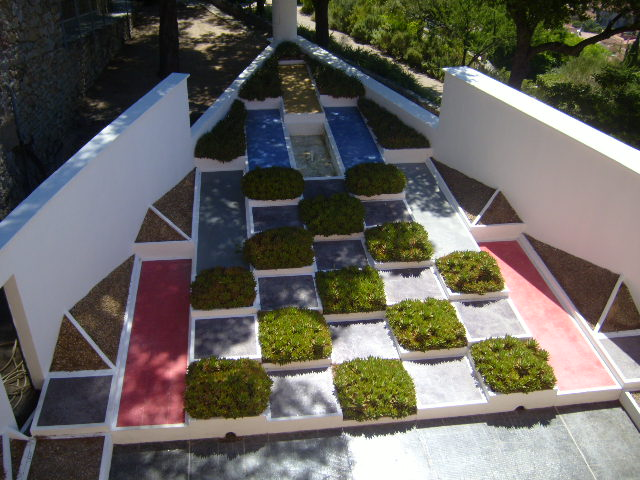
Den kubistiska trädgården.

Villa Noailles blev en mötesplats för konstnärer som Alberto Giacometti, Constantin Brâncuși och Piet Mondrian och inspirerade filmskaparna Jean Cocteau och Luis Buñuel. Man Ray spelade in stora delar av sin stumfilm Les Mystères du Château de Dé i Villa Noailles.
Under andra världskriget var byggnaden ockuperad av tyskarna och användes som sjukhus. Efter grevinnans skilsmässa återupptogs de exklusiva festerna i villan. År 1973 övertogs Villa Noailles av staden Hyères och den 9 december 1987 utsågs den till monument historique.
Efter en renovering 1996 används villan i dag till konstutställningar och modevisningar.